# Championnats panaméricains de cyclisme de 1974
Navigation
Championnats panaméricains 1976
Les Championnats panaméricains de cyclisme sont les championnats continentaux de cyclisme sur route et sur piste pour les pays membres de la Confédération panaméricaine de cyclisme.
La première édition se déroule en décembre 1974 en Colombie.
Les compétitions sur piste ont pour théâtre le vélodrome Alcides Nieto Patiño de Cali, dans le département de Valle del Cauca.
Les épreuves sont exclusivement masculines et voient la victoire de la sélection colombienne.

## Podiums

### Cyclisme sur piste
| Épreuves               | Or | Argent                                                                                 | Bronze                                                                         |
| ---------------------- | --- | -------------------------------------------------------------------------------------- | ------------------------------------------------------------------------------ |
| Kilomètre              | Octavio Dazzan                                                                                          | Richard Tormen (en)                                                                    | Leslie Rawlins                                                                 |
| Vitesse                | Octavio Dazzan                                                                                          | Enrique Álvarez                                                                        | Enrique Barrera                                                                |
| Poursuite individuelle | Fernando Vera (es)                                                                                      | Luis Hernán Díaz                                                                       | Jorge Hernández (en)                                                           |
| Poursuite par équipes  | Colombie Jorge Hernández (en) Jaime Galeano (es) Álvaro Bejarano Luis Hernán Díaz Julio Alberto Rubiano | Mexique Jorge Espinosa Francisco Vásquez (en) Francisco Javier Huerta (en) Manuel Ceja | Venezuela Vicente Laguna (es) Gregorio Herrera Celso Rivero José Ollarves (en) |

### Cyclisme sur route
| Épreuves                     | Or | Argent                                                                               | Bronze                                                                   |
| ---------------------------- | --- | ------------------------------------------------------------------------------------ | ------------------------------------------------------------------------ |
| Contre-la-montre par équipes | Mexique Rodolfo Vitela (en) Francisco Javier Huerta (en) Ceferino Estrada (en) José Luis Castañeda (en) | Colombie Luis Hernán Díaz Henry Cuevas (en) Julio Alberto Rubiano Fabio Acevedo (de) | Cuba Aldo Arencibia Carlos Cardet José Prieto (en) Roberto Menéndez (en) |
| Course en ligne              | Luis Hernán Díaz                                                                                        | Fabio Acevedo (de)                                                                   | Gonzalo Marín (es)                                                       |

## Déroulement des championnats

### Congrès ordinaire de laConfédération
Les délégués des quatorze pays participant aux premiers championnats panaméricains de cyclisme se sont réunis, le 7 décembre, en congrès ordinaire à Cali. Ils ont reconduit dans leur fonction, par acclamation, le général Marcos Arámbula Durán comme président de la Confédération panaméricaine de cyclisme, Alberto Cobo Arizabaleta comme secrétaire général et Guillermo Ceballos Yepes comme trésorier. Lors des délibérations commencées à 10 heures du matin, il a été entériné, premièrement, que la ville de Maracaibo accueillera les deuxièmes championnats panaméricains, qui se dérouleront en 1976. Deuxièmement, que Saint-Domingue, ville qui possède un vélodrome pour avoir organisé les Jeux d'Amérique centrale et des Caraïbes de 1974, sera le siège de prochains championnats et enfin que Porto Rico recevrait les troisièmes championnats (décision à ratifier lors du congrès de Maracaibo),. À cette occasion, une vive altercation a lieu entre le délégué cubain Néstor Reyes Guerrero appuyant le représentant de l'UCI, Benito Sobero, lui aussi Cubain, et le Colombien Marcos Arámbula, président de la confédération, au sujet d'une supposée invitation à participer à ces championnats, lancée par ce dernier lors des précédents championnats du monde de Montréal à des pays économiquement pauvres, leur offrant le transport et le logement aux frais du comité organisateur.

### Première compétition sur route

#### 8 décembre:100 km contre-la-montre par équipes
C'est à dix heures (heure locale) que doit débuter la compétition inaugurale des premiers championnats panaméricains de cyclisme, le 100 km contre-la-montre par équipes. Les sélections inscrites pour cette épreuve sont au nombre de neuf : Argentine, Colombie, Cuba, États-Unis, Mexique, Venezuela, Chili, République dominicaine et Uruguay. Selon la presse, les six premières sélections susnommées se disputeront le titre à plus de 45 de moyenne. Les quatuors de Cuba et des États-Unis sont les grands favoris en regard de leurs dernières performances au niveau international. Cuba s'appuie sur la solidité et l'expérience de ses hommes et sur l'avantage psychologique que lui procure le fait d'avoir terminé devant le quatuor colombien aux Jeux panaméricains de 1971 mais aussi aux Championnats du monde de 1974 ou encore en glanant le titre des Jeux d'Amérique centrale et des Caraïbes, plus tôt dans l'année. Les États-Unis ont réalisé d'énormes progrès basés sur un « cyclisme scientifique » lors des années précédentes. Ils ont surpris à Montréal en terminant neuvième et s'ils maintiennent leur niveau, ils seront redoutables. La Colombie, avec un trio expérimenté Luis Hernán Díaz, Henry Cuevas (en) et Fabio Acevedo (en) allié à la classe de Julio Alberto Rubiano, doit se mêler à la lutte pour le titre, malgré les derniers échecs en date. Les trois premiers ont l'expérience de compétitions comme les Mondiaux, les Jeux olympiques, les Jeux panaméricains, les Jeux d'Amérique centrale et des Caraïbes ou les Jeux bolivariens tandis que pour Rubiano, c'est la première grande compétition internationale. L'Argentine, troisième aux Jeux panaméricains 1971, le Venezuela deuxième aux Jeux bolivariens 1973 et le Mexique, autre rival de poids sur les 100 km, forment un trio capable de se mêler à la lutte pour le titre.
Même si la veille, la sélection du Mexique était citée comme prétendante au podium, elle crée la surprise en s'imposant sans coup férir dans une épreuve exténuante et ardemment disputée.
C'est bien à dix heures que le Brésil est le premier quatuor à s'élancer, ouvrant la voie aux autres formations, prenant le départ de deux minutes en deux minutes. À l'exception, toutefois, des Chiliens, arrivés très en retard, qui n'obtiennent pas le droit de participer. Les Mexicains sont libérés à 10H06. À plus de 48 kilomètres à l'heure de moyenne, ils sont poursuivis par les Vénézuéliens, les Colombiens et les Cubains, derniers à s'élancer en leur qualité de vainqueur des Jeux panaméricains. Des trois sélections favorites, seuls la Colombie et les Cubains ont justifié ce statut. Les Américains, en perdant l'un des leurs avant le vingtième kilomètre, s'excluaient de la course à la médaille.
Par conséquent, au 57e kilomètre, les positions se présentent ainsi : 
| 1 | Mexique   | 1 h 7 min 13 s |
| 2 | Colombie  | 1 h 7 min 29 s |
| 3 | Cuba      | 1 h 8 min 14 s |
| 4 | Uruguay   | 1 h 9 min 23 s |
| 5 | Venezuela | 1 h 9 min 42 s |

Jusque là, la situation semble conforme aux pronostics, considérant que les Mexicains subiraient dans la seconde partie le rythme imposé par les Colombiens et Cuba. Seul le quatuor uruguayen est l'invité surprise de la course au podium. L'écart entre les trois premières formations étant tel que la fin de la course gagne en intensité dramatique. Les premières victimes sont les Cubains qui perdent une de leurs principales armes avec l'abandon de Roberto Menéndez (en). Le délégué cubain motive le retrait du coureur par des douleurs cardiaques alors qu'elles seraient plutôt d'ordre stomacale. Toujours est-il que le quatuor cubain part à la dérive à la suite. L'horizon semble alors se dégager pour la Colombie emmenée par Luis Hernán Díaz. Pourtant les pédalées colombiennes ne semblent pas si performantes au point de réduire l'écart avec le Mexique. Henry Cuevas et Julio Alberto Rubiano semblant accuser la fatigue. Au km 75, la quadrette mexicaine à vingt-neuf secondes d'avance sur les Colombiens. Soudainement, Rodolfo Vitela (en), le meilleur mexicain jusque-là, abandonne. L'espoir remonte du côté du pays hôte, pensant tirer profit de cet avantage numérique. Mais c'est au contraire le trio aztèque qui augmente son avantage au point qu'à cinq kilomètres du terme, la cause est entendue. La Colombie doit se contenter de la médaille d'argent comme trois ans auparavant et ce dans de circonstances similaires. Une lutte pour la médaille de bronze se déroule entre les trois Cubains et le Venezuela. Ce sont finalement les iliens qui ont le dernier mot, rattrapant quasiment les Criollos.
Classement final
| Pos                          | Pays      | Cyclistes                                                                                       | Temps           |
| ---------------------------- | --------- | ----------------------------------------------------------------------------------------------- | --------------- |
| Médaille d'or, Amérique      | Mexique   | Rodolfo Vitela (en) Francisco Javier Huerta (en) Ceferino Estrada (en) José Luis Castañeda (en) | 2 h 5 min 45 s  |
| Médaille d'argent, Amérique  | Colombie  | Luis Hernán Díaz Henry Cuevas (en) Julio Alberto Rubiano Fabio Acevedo (en)                     | 2 h 6 min 33 s  |
| Médaille de bronze, Amérique | Cuba      | Aldo Arencibia Carlos Cardet José Prieto (en) Roberto Menéndez (en)                             | 2 h 9 min 25 s  |
| 4                            | Venezuela | Ramón Ramírez (es) William Prieto Jesús Escalona (en) -                                         | 2 h 10 min 44 s |

| Suite du classement (5 à 8) | Suite du classement (5 à 8) | Suite du classement (5 à 8)                                             | Suite du classement (5 à 8) |
| Pos                         | Pays                        | Cyclistes                                                               | Temps                       |
| --------------------------- | --------------------------- | ----------------------------------------------------------------------- | --------------------------- |
| 5                           | Uruguay                     | Skirki Luis Alberto Sosa (en) Davir Ferrari Waldemar Pedrazzi (de)      | 2 h 11 min 43 s             |
| 6                           | États-Unis                  | Jack Janelle Mereness David Ware -                                      | 2 h 17 min 36 s             |
| 7                           | Brésil                      | Luiz Carlos Flores Batista Marcos Finoa José Jorge Marques dos Santos   | 2 h 18 min 25 s             |
| 8                           | Argentine                   | Antonio Matesevach Juan Carlos Haedo (en) Moisés Carrizo Ricardo Jurado | 2 h 19 min 39 s             |

Neuf équipes inscrites,, huit classées.
Sur la voie rapide Cali-Yumbo, théâtre de la première compétition de ces championnats, Rodolfo Vitela, Francisco Javier Huerta (en), Ceferino Estrada (en) et José Luis Castañeda (en) ont mis fin à l'hégémonie des Cubains sur l'épreuve qu'ils exerçaient depuis les derniers Jeux panaméricains dans la région et sur l'espoir des Colombiens de reprendre le leadership, montrant une supériorité sur les pédales que les observateurs ne leur accordaient pas au départ. Les hommes dirigés par Agustín Alcántara (en) pulvérisent la marque de 2 h 11 min 11 s, établie par les Cubains aux Jeux panaméricains de 1971, trois ans auparavant. En 2 h 5 min 45 s, ils accomplissent la distance à 47,700 km/h, temps de valeur mondial. Les Colombiens tablaient sur un "chrono" de 2 h 8 pour s'emparer du titre, ils effectuent le parcours en 2 h 6 min 33 s et pourtant doivent se contenter de la médaille d'argent. Tandis que les Mexicains et les Vénézuéliens grimpent dans la hiérarchie continentale par rapport aux résultats des Jeux panaméricains, les Américains et les Argentins déçoivent. Les Gauchos, médaillés de bronze en 1971, terminent derniers de la compétition du jour.

### Les compétitions sur piste
Quatre titres sont mis en jeu : le kilomètre, la vitesse et les poursuites individuelle et par équipes. La piste en bois du vélodrome est considérée, à l'époque, comme une des plus rapides du monde. Elle développe 250 mètres avec des virages d'une inclinaison de 46 degrés. Les installations peuvent recevoir jusqu'à 6 000 spectateurs. Le complexe sportif a été construit par l'architecte allemand Herbert Schurmann pour accueillir les compétitions des Jeux panaméricains de 1971.

#### 9 décembre: première journée de compétitions
Le programme du jour propose la première finale des championnats, le kilomètre et les éliminatoires de la poursuite individuelle.
La veille du premier titre décerné au vélodrome, les observateurs sont bien en mal de trouver un favori. Les absences du Jamaïquain Xavier Miranda (en), du Trinidadien Leslie King, du Canadien Jocelyn Lovell ou de l'Argentin Víctor Limba (pt) rendent très ouverte la compétition. Avec un "chrono" de 1 min 10 s 2, réalisé peu de temps auparavant à Guadalajara, le Cubain Raúl Vázquez semble candidat au podium, tout comme le jeune Colombien Efraín Domínguez, avec son temps de 1 min 8 s 4, réussi à l'entraînement. La presse cite la présence de l'Argentin Octavio Dazzan, pour arbitrer ce duel, tout en se méfiant du représentant trinidadien. Malgré l'absence de Leslie King, double médaillé des Jeux panaméricains, le pays de Roger Gibbon peut toutefois créer la surprise.
Pourtant le premier champion panaméricain de cyclisme sur piste est Octavio Dazzan. L'Argentin de seize ans remporte sa première victoire internationale, en réalisant 1 min 8 s 10, nouveau record personnel. Lors de cette victoire, il utilise un développement de 52 x 15 et des roues à vingt-huit rayons. La médaille d'argent revient au Chilien Richard Tormen (en), inattendu à ce niveau-là, avec 1 min 8 s 68. Tandis que le Trinidadien Leslie Rawlins, en 1 min 9 s 45, décroche la médaille de bronze. L'Américain Ralph Therrio (en) termine quatrième et le Colombien Efraín Domínguez échoue à la cinquième place, au grand désappointement de la presse locale. Dazzan lors de son effort est passé aux 250 mètres en 19 s 6, aux 500 mètres en 34 s 2, puis aux 750 mètres en 50 s pour réaliser son kilomètre en 1 min 8 s 10.
Si la presse colombienne se défend de tout triomphalisme pour le kilomètre, épreuve ayant peu accordé de satisfaction au cyclisme national, il n'en va pas de même avec la poursuite individuelle. Luis Hernán Díaz est désigné comme le grand favori pour succéder à Martín Emilio Rodríguez, deux fois titré aux Jeux panaméricains et champion du monde 1971 de la spécialité. Tout au plus, elle lui oppose comme rivaux son compatriote Jorge Hernández (en), le Cubain Raúl Vázquez, le Mexicain Francisco Huerta (en) ou l'Argentin Carlos Álvarez (ca).
Le Vénézuélien Gregorio Herrera n'ayant pas pris le départ, quatorze concurrents s'affrontent lors des séries des huitièmes de finale. Ces dernières semblent donner raison aux observateurs puisque Luis Hernán Díaz s'empare de la tête de la compétition et se qualifie aisément pour les quarts de finale. Il réalise son meilleur temps en effectuant les 4 000 mètres de la poursuite en 4 min 50 s 00, effaçant son précédent record de sept dixièmes. Il s'adjuge du même coup le deuxième temps sur cette piste, toutefois loin derrière Martín Emilio Rodríguez et ses 4 min 46 s 22. Jorge Hernández, l'autre Colombien se classe à la troisième place (4 min 52 s 82) tandis que le Chilien Fernando Vera (es) achève les éliminatoires au sixième rang, en 4 min 57 s 45. Deux Argentins se qualifient pour la suite de la compétition, Ernesto Senger et Carlos Álvarez.

#### 10 décembre: deuxième journée de compétitions
Au menu, les quarts de finale de la poursuite individuelle et les séries éliminatoires de la vitesse.
En 4 min 49 s 67, Fernando Vera dispose facilement d'Ernesto Senger et s'octroie le meilleur temps des quarts de finale. Il devance le Colombien Luis Hernán Díaz (4 min 51 s 48). L'amphitryon Jorge Hernández (en disposant de Carlos Álvarez) et le Cubain Raúl Vázquez, en rejoignant Francisco Huerta, atteignent également les demi-finales. Une erreur de stratégie, que reconnait l'entraîneur national colombien Mario Vanegas, condamne les deux coureurs locaux à s'affronter pour une place en finale. Placé dans la dernière opposition de la soirée, Díaz, pour éviter Hernández en demis, doit réaliser soit le meilleur temps soit le quatrième. Fort du résultat obtenu en huitièmes (4 min 50 s 00), il est choisi de viser le meilleur. Jusqu'au troisième kilomètre, Luis H. Díaz respecte le tableau de marche, Vanegas décide de ne pas le faire ralentir. Cependant, même s'il rattrape son adversaire du jour (le Vénézuélien Vicente Laguna (es)), Luis H. échoue dans sa tentative et condamne l'éventualité d'un doublé colombien dans cette compétition.
La veille du tournoi de vitesse, la presse s'interroge sur la présence chez les concurrents de quelqu'un capable de rivaliser avec le haut niveau mondial. Ce qui, selon elle, n'est plus arrivé depuis 1968, attribuant ces échecs au manque de confrontation avec les meilleurs. Toutefois à l'heure de dresser une liste de favoris, les noms des Argentins Octavio Dazzan et Miguel Ángel Andín, des Vénézuéliens Daniel Larreal et Enrique Álvarez, des Trinidadiens Leslie Rawlins et Ian Atherly ou des Cubains Francisco Méndez et Enrique Cordero ressortent.
Seize coureurs s'affrontent. À l'issue du premier tour qualificatif et de deux séries de repêchage, seuls l'Uruguayen Roberto Castromán et le Mexicain Raúl Garza sont éliminés. Les trois Colombiens sélectionnés ont tous besoin du repêchage pour passer ce premier tour. Au deuxième, les coureurs argentins Enrique Barrera et Octavio Dazzan, le Mexicain Fernando Sosa et le Vénézuélien Enrique Álvarez restent invaincus et se qualifient pour le tour suivant. Ils sont accompagnés par Daniel Larreal et le Colombien Rafael Narváez (en), qui surprend l'un des favoris Enrique Cordero.

#### 11 décembre: troisième journée de compétitions
Le programme de la soirée est composé des demies et finales de la poursuite individuelle et de plusieurs manches de la vitesse.
Le Chilien Fernando Vera (es) s'empare du titre et met fin à l'hégémonie colombienne sur la poursuite, entamée avec l'avènement de Martín Emilio Rodríguez. Il bat de manière indiscutable le Colombien Luis Hernán Díaz. Tandis que l'autre représentant local Jorge "Batman" Hernández (en) s'empare de la médaille de bronze.
Vera se qualifie aux dépens du Cubain Raúl Vázquez. Tandis que Díaz accède à la finale, sans puiser dans ses réserves. En effet il domine sans difficultés, dans une demi-finale "arrangée", Hernández qui n'a pas véritablement défendu ses chances pour préserver leurs forces, en vue de leurs finales respectives. Dans celle pour la médaille de bronze, Jorge Hernández rejoint Raúl Vázquez et s'adjuge la dernière marche du podium. Pour le titre, le statut de favori de Luis H. Díaz, eu égard à ses références dans la discipline, est contrebalancé par les résultats de F. Vera, meilleur temps des quarts de finale et vainqueur avec autorité de sa demie. Dès le départ, le Chilien démarre fort et prend l'initiative. Le Colombien subit le rythme et tente de maintenir l'écart. Il est sur le point de sombrer lorsqu'il inverse la tendance dans le dernier tour. Mais Fernando Vera s'impose finalement en 4 min 50 s 30 contre 4 min 51 s 24 à son adversaire.
Le nouveau champion panaméricain est un coureur atypique puisqu'à la veille de la compétition, il n'avait que quinze jours à trois semaines de pratique de la poursuite individuelle. Effrayé qu'il était par la déclivité des virages et la "présence" des adversaires, le natif de Santiago n'était pas enthousiaste à la pratique du cyclisme sur piste. Il s'est laissé convaincre par son oncle de s'essayer à la poursuite moins d'un mois auparavant, l'exercice se disputant en bas de la piste et les adversaires se situant dans la ligne droite opposée. À peine quinze jours d'entraînement lui ont suffi pour devenir champion du Chili de la spécialité et gagner son billet pour les championnats panaméricains. Il arrive en Colombie avec l'objectif d'un podium, croyant difficile de vaincre Luis Hernán Díaz et Jorge Hernández. Vera améliore ses temps tour après tour et bien qu'il doive s'employer en demi-finale pour battre Raúl Vázquez, il arrive en finale en respectant son adversaire mais sans peur. À la différence des véritables spécialistes, utilisant des "tableaux de marche", il résume ses courses « à donner le maximum de ses possibilités durant seize tours ». Pour être sacré à Cali, il a utilisé un vélo conçu par son mécanicien avec un développement de 51 x 15. « Considérant que pour être un bon poursuiteur, il faut être un bon routier », ce qui permet d'acquérir l'endurance nécessaire pour maintenir durant 4 000 mètres une cadence supérieure à 48 km/h, il a disputé le Tour de Colombie (obtenant la troisième place du classement des étapes volantes) et quelques épreuves en Belgique durant la saison.
Lors des quarts de finale de la vitesse, seul le Vénézuélien Enrique Álvarez accède aux demi-finales dès le soir même. En effet, il est le seul à disposer de son adversaire en deux manches sèches. Par là même, le Colombien Jairo Díaz (en), qui a obtenu sa place en quarts en passant à chaque fois par les repêchages, est l'unique concurrent éliminé. Dans les autres confrontations, Rafael Narváez s'impose dans la première manche face à Enrique Barrera et perd la seconde. Il en va de même pour Octavio Dazzan contre Ian Atherly, et Fernando Sosa face à Daniel Larreal. L'ultime duel de ces rencontres est programmé le lendemain.

#### 12 décembre: quatrième journée de compétitions
À partir de vingt heures (heures locales), la dernière manche des quarts de finale de la vitesse individuelle ouvre la soirée. Elle est suivie des qualifications de la poursuite par équipes puis des demi-finales de la vitesse.
La veille, la presse colombienne constatant l'absence d'équipes cubaine et américaine, circonscrit la compétition de la poursuite par équipes à un duel colombo-argentin. Les autres sélections (Chili, Mexique, Uruguay et Venezuela) présentes ne lui semblent pas en mesure de rivaliser. Cinq athlètes sont choisis pour représenter la délégation locale Jorge Hernández (en), Jaime Galeano (es), Luis Hernán Díaz, Álvaro Bejarano et Julio Alberto Rubiano ; Rubiano disputant les qualifications et Bejarano les phases finales.
Et effectivement les Colombiens et les Argentins se qualifient pour les demi-finales lors des séries éliminatoires. Le pays hôte réalise le meilleur temps en 4 min 32 s 06, il devance les Mexicains de plus de deux secondes (4 min 34 s 21) et les Gauchos de trois (4 min 35 s 10). La dernière place qualificative se joue en moins d'une seconde entre les trois autres quatuors. Les Vénézuéliens l'obtiennent en effectuant les 4 000 mètres en 4 min 36 s 31, devant les Uruguayens (4 min 36 s 70). Les Chiliens ferment la marche avec un temps de 4 min 36 s 90. Leur dernière place (et donc leur élimination), malgré la présence dans leur rang du champion panaméricain de poursuite individuelle Fernando Vera (es), est la surprise de la soirée. En fonction des "chronos" réalisés, les demi-finales du lendemain verront s'opposer d'une part la sélection colombienne à celle du Venezuela et d'autre part le quartet mexicain à l'argentin.
Un peu plus tôt dans la soirée, la dernière manche des quarts de finale de la vitesse voit les qualifications du Vénézuélien Daniel Larreal (qui rejoint son compatriote Enrique Álvarez, qualifié la veille) ainsi que de deux Argentins Octavio Dazzan et Enrique Barrera. Lors des demi-finales, deux manches seulement ont suffi à Dazzan pour se débarrasser de Larreal, Álvarez en fait de même avec Barrera. Ainsi, Octavio Dazzan et Enrique Álvarez se retrouveront en finale. Les quatre éliminés au stade des quarts s'affrontent pour la cinquième place. Le Colombien Jairo Díaz (en), hors concours depuis la veille, s'empare de l'accessit. Il dispose dans l'ordre d'Ian Atherly, de Fernando Sosa et de Rafael Narváez (en).

#### 13 décembre: cinquième et dernière journée de compétitions
La dernière session sur piste se terminent avec l'attribution des titres de la poursuite par équipes et de la vitesse individuelle.
À cette occasion, la délégation colombienne glane sa première médaille d'or. L'équipe de poursuite du pays hôte rejoint la formation mexicaine dans l'avant-dernier tour pour remporter le titre. Elle avait auparavant éliminé les Vénézuéliens en demi-finales, en les rattrapant à trois tours de la fin. Le quatuor vainqueur est constitué de Jorge Hernández (en), Jaime Galeano (es), Luis Hernán Díaz et Álvaro Bejarano, ce dernier remplaçant Julio Alberto Rubiano comme l'avait décidé leur directeur sportif, Mario "Papayo" Vanegas (en). Le "chrono" de 4 min 28 s 34 réalisé pour s'emparer de la médaille d'or est considéré par les observateurs comme un temps de référence. Le quartette mexicain, composé de Jorge Espinosa, de Francisco Vásquez (en), de Francisco Huerta (en) et de Manuel Ceja, obtient la médaille d'argent en dominant l'équipe argentine en demi-finales. Au cours de cette manche, l'Argentin Gabriel Capellino touche la roue de l'un de ses coéquipiers, sort de la piste pour percuter le tableau d'affichage puis la table des juges. Il s'en sort avec quelques contusions. Dans la finale pour l'attribution de la médaille de bronze, le Venezuela s'empare de la breloque en réalisant 4 min 33 s 35 devançant de plus d'une seconde l'Argentine (4 min 34 s 49).
Tandis que l'Argentin Octavio Dazzan, qui n'a pas encore dix-sept ans, remporte une deuxième médaille d'or en s'emparant de celle mise en jeu dans le tournoi de vitesse individuelle (après celle obtenue dans l'épreuve du kilomètre). Même si Dazzan bénéficie de l'abandon de son adversaire, en finale. Lors de la première manche, le Vénézuélien Enrique Álvarez, pourtant favori pour le titre, est victime d'une chute spectaculaire. Au moment où Álvarez se décolle de son adversaire pour produire son effort et le passer, il perd le contrôle de sa machine. Dans sa chute, une écharde pénètre ses chairs de la jambe droite, il doit se faire hospitaliser et ne peut prendre part à la seconde manche, offrant par là-même le titre à son adversaire. C'est son entraîneur Víctor Chirinos (en) qui viendra chercher sa médaille d'argent lors de la cérémonie des récompenses. Dans le second duel Venezuela - Argentine de la soirée, la médaille de bronze échoit à un autre Argentin, Enrique Barrera qui double Daniel Larreal, dans la troisième manche, décisive. Ce dernier avait remporté la première manche mais affecté par la blessure de son compatriote, il perd les deux suivantes.
Après avoir reçu sa médaille, Octavio Dazzan se déclare satisfait d'avoir remporté deux titres mais celui de la vitesse lui laisse un goût amer, préférant les collecter sur la piste plutôt que par l'accident de son adversaire.

### Deuxième compétition sur route

#### 15 décembre: la course en ligne
Le 11 décembre, Gonzalo Marín (es), Henry Cuevas (en), Guillermo Mejía, Fabio Acevedo (de), Luis Hernán Díaz et Norberto Cáceres (es) sont désignés officiellement par le directeur technique national Ernesto Bermúdez pour représenter la Colombie dans l'épreuve individuelle sur route. Ce sextet allie l'expérience, la jeunesse et l'ancienneté. Selon le journal El Tiempo, ils ont la lourde responsabilité de répondre du prestige du cyclisme colombien et de laver l'affront que représente la défaite de la sélection hôte lors des Jeux panaméricains. En effet, en 1971, l'Américain John Howard obtient le titre, à la surprise générale, le Brésilien Luiz Carlos Flores la deuxième place et arrivant à dix secondes pour la médaille de bronze, le premier représentant local, Jaime Galeano (es). Tant lors des Jeux d'Amérique centrale (es) que lors des Mondiaux 1974, les Colombiens manquèrent de réussite et furent battus. Sur un circuit développant 6 890 mètres, à parcourir vingt-cinq fois, ils doivent affronter la résistance des délégations argentine, brésilienne, cubaine, mexicaine ou bien vénézuélienne. Guillermo Mejía et Gonzalo Marín se sont particulièrement mis en évidence lors du Clásico Polímeros Colombianos, disputé en novembre. Mejía a terminé deuxième et roi de la montagne et Marín quatrième d'une épreuve qui a vu Domingo Perurena et Felice Gimondi subir la loi des coureurs colombiens,. Même si Cáceres ne fut pas à son avantage, il a bien récupéré. Tandis qu'Acevedo, Cuevas et Díaz ont suffisamment l'expérience de ce genre d'évènements pour bien se comporter.
Acclamé par une foule de 100 000 personnes, Luis Hernán Díaz termine en vainqueur l'épreuve, disputée sur une distance de 172 kilomètres dont quinze partants des soixante et un au départ terminent.
Le départ de l'épreuve était prévu pour neuf heures (heure locale) mais un manque de matériel réglementaire pour les assistants a retardé d'une demi-heure le déclenchement des hostilités. Le point culminant des championnats commence sous une pluie torrentielle. Le sol mouillé empêche une moyenne élevée et les chutes se multiplient ainsi les Mexicains Francisco Vásquez (en) et José Luis Castañeda (en) en sont victimes. Le Brésilien Luiz Carlos Flores, vice-champion du monde 1968 et médaillé d'argent aux Jeux panaméricains de 1971, lance la course. Cependant il paiera sa témérité. Lors du cinquième tour, Luis Hernán Díaz profite de la dure ascension longue de deux kilomètres pour s'échapper. L'entreprise parait vouer à l'échec car il reste 135 kilomètres de course et Luis H. Díaz s'est peu entrainé sur la route les derniers jours précédant la compétition, concentré qu'il était sur les épreuves de poursuite. Pourtant son escapade engrange plusieurs minutes, la sélection colombienne muselant ses rivales. Le Cubain Aldo Arencibia avec son compatriote Roberto Menéndez (en), le Mexicain Rodolfo Vitela (en) et le Vénézuélien Santos Bermúdez (es) sont les plus actifs pour tenter de réduire l'écart avec le fugueur, sans réel succès, subissant le contrôle des Colombiens. Pourtant, Vitela, démontrant être le meilleur cycliste de son pays, trompe la vigilance des Colombiens et part en chasse de Luis H. Díaz. Ce dernier tente de ne pas trop s'épuiser dans cette chevauchée au succès semblant encore utopique. Les 2 min 46 s d'avance que compte l'échappé au dixième tour commence à fondre sous l'impulsion du coureur mexicain lancé à la poursuite de Díaz, qui, à ce stade, semble perdre son rythme. Les cinq tours suivants, les deux coureurs s'affrontent dans un mano à mano où la puissance du Mexicain s'oppose à la résistance du Colombien. Au quinzième tour, l'écart n'est plus que de 55 s. Tout laisse à penser que Luis Hernán Díaz va se faire rattraper (Le scénario semble identique aux Mondiaux de Montréal où le Colombien, présent dès le début dans l'échappée victorieuse, ne peut l'accompagner jusqu'au bout par manque de fond). Pourtant c'est bien Vitela qui lâche le premier. Son rythme devient moins soutenu au contraire de Luis Hernán Díaz qui, passé un moment de flottement, reprend sa marche en avant et accumule les secondes d'avance. Lors des seizième et dix-septième tours, la sélection colombienne reçoit l'ordre de Ernesto Bermúdez, d'augmenter le tempo. Le peloton comptant encore une vingtaine d'hommes s'éparpille sous le violent changement de rythme, impulsé par Gonzalo Marín et Fabio Acevedo. Pendant que Guillermo Mejía et Norberto Cáceres musèlent l'opposition, le duo colombien rattrape Vitela et le dépose. Le délégué mexicain décide même de retirer ce dernier de la course, arguant des problèmes de sécurité. Les cinq derniers tours se résument à une marche triomphale des coureurs colombiens vers la victoire. Luis Hernán Díaz compte alors plus de deux minutes d'avance sur ses compatriotes Gonzalo Marín et Fabio Acevedo. À plus de trois minutes, suivent Henry Cuevas et Aldo Arencibia. Díaz monte sur la plus haute marche du podium avec Acevedo, deuxième et Marín, troisième.
Classement de la course en ligne
| Pos                          | Coureur                       | Pays      | Temps              |
| ---------------------------- | ----------------------------- | --------- | ------------------ |
| Médaille d'or, Amérique      | Luis Hernán Díaz              | Colombie  | en 4 h 37 min 54 s |
| Médaille d'argent, Amérique  | Fabio Acevedo (de)            | Colombie  | à 2 min 40 s       |
| Médaille de bronze, Amérique | Gonzalo Marín (es)            | Colombie  | m.t.               |
| 4                            | Aldo Arencibia                | Cuba      | à 7 min 56 s       |
| 5                            | Henry Cuevas (en)             | Colombie  | m.t.               |
| 6                            | Carlos Cardet                 | Cuba      | à 10 min 43 s      |
| 7                            | Luis Vásquez                  | Argentine | à 11 min 38 s      |
| 8                            | Jorge Antonio Pérez Castro    | Cuba      | à 14 min 6 s       |
| 9                            | José Jorge Marques dos Santos | Brésil    | m.t.               |
| 10                           | Guillermo Mejía               | Colombie  | à 14 min 28 s      |

| Suite du classement (11-15) | Suite du classement (11-15)  | Suite du classement (11-15) | Suite du classement (11-15) |
| Pos                         | Coureur                      | Pays                        | Temps                       |
| --------------------------- | ---------------------------- | --------------------------- | --------------------------- |
| 11                          | Hélvio Siqueira Barreto      | Brésil                      | à 15 min 50 s               |
| 12                          | Norberto Cáceres (es)        | Colombie                    | m.t.                        |
| 13                          | Luiz Carlos Flores           | Brésil                      | à 16 min 34 s               |
| 14                          | Marcos Finoa                 | Brésil                      | à 17 min 44 s               |
| 15                          | Milton Carlos Della Giustina | Brésil                      | à 25 min 40 s               |

Soixante et un partants, quinze classés.
La presse colombienne est élogieuse et le journaliste Héctor Urrego (en) écrit « ce fut la plus extraordinaire démonstration de force et de puissance tant collective qu'individuelle que le cyclisme colombien ait montré ».

## Tableau des médailles
18 médailles ont été distribuées lors de ces championnats.
| Rang  | Nation            | Or | Argent | Bronze | Total |
| ----- | ----------------- | -- | ------ | ------ | ----- |
| 1     | Colombie          | 2  | 3      | 2      | 7     |
| 2     | Argentine         | 2  | 0      | 1      | 3     |
| 3     | Chili             | 1  | 1      | 0      | 2     |
| -     | Mexique           | 1  | 1      | 0      | 2     |
| 5     | Venezuela         | 0  | 1      | 1      | 2     |
| 6     | Cuba              | 0  | 0      | 1      | 1     |
| -     | Trinité-et-Tobago | 0  | 0      | 1      | 1     |
| Total | Total             | 6  | 6      | 6      | 18    |

## Bilan sportif
Selon les observateurs, le bilan des compétitions sur piste est favorable aux latino-américains et décevant pour les amphitryons.

Dans l'épreuve du kilomètre, bien qu'ils n'approchent pas les "chronos" de Jocelyn Lovell, réalisés sur cette même piste en 1971, par leur jeunesse, Octavio Dazzan et Richard Tormen (en) accomplissent des performances particulièrement satisfaisantes. Ils laissent l'image d'une démonstration de classe et de force, et de promesses pour l'avenir. En poursuite, la victoire de Fernando Vera (es) laisse à penser que le successeur de Martín Emilio Rodríguez est trouvé. Le Chilien de vingt ans peut prétendre rivaliser avec les meilleurs mondiaux d'ici les deux prochaines années. Le tournoi de vitesse a montré détenir quatre cyclistes de classe en les personnes des Argentins Octavio Dazzan et Enrique Barrera et du duo vénézuélien Enrique Álvarez - Daniel Larreal. Seuls leur manquent l'expérience des confrontations de haut niveau et la maturité pour rivaliser avec les meilleurs mondiaux. Lors de la compétition de poursuite par équipes, trois sélections (La Colombie, le Mexique et l'Argentine) ont offert une démonstration de puissance collective, sans toutefois détenir la capacité d'intégrer les meilleurs quatuors internationaux.

Enfin le rôle de la fédération colombienne dans ce qui est considéré comme un échec (de la sélection hôte) est stigmatisé. Se perdant dans l'« impréparation » et l'« improvisation », les coureurs et leurs entraineurs ne sont pas à blâmer. « Le manque d'intérêt pour le cyclisme sur piste, le manque de renouvellement, l'absence de détections de nouveaux talents » sont montrés du doigt. Les "pistards" sont livrés à eux-mêmes par une « fédération inopérante, incapable d'avancer des projets, plans de travail et confrontations internationales qui permettraient de révéler de nouveaux talents pour relever le niveau actuel ».